# زنان در یونان
زنان در یونان به نقش و جایگاه آنها که بر اساس موقعیت و ویژگی‌های زنان باستانی و کنونی در یونان از وقایع رخ داده در تاریخ یونان شکل گرفته‌است می‌پردازد. وضعیت زنان یونانی با شروع قرن بیستم دچار مشکل و پیشرفت بیشتری شده‌است. در سال ۱۹۵۲، آنها حق رای خود را دریافت کردند، که منجر به مشاغل و موقعیت‌های شغلی آنها در سمت‌های دولت یونان شد و حتی پس از ازدواج نیز توانستند حق ارث خود را حفظ کنند.

## دوران یونان باستان

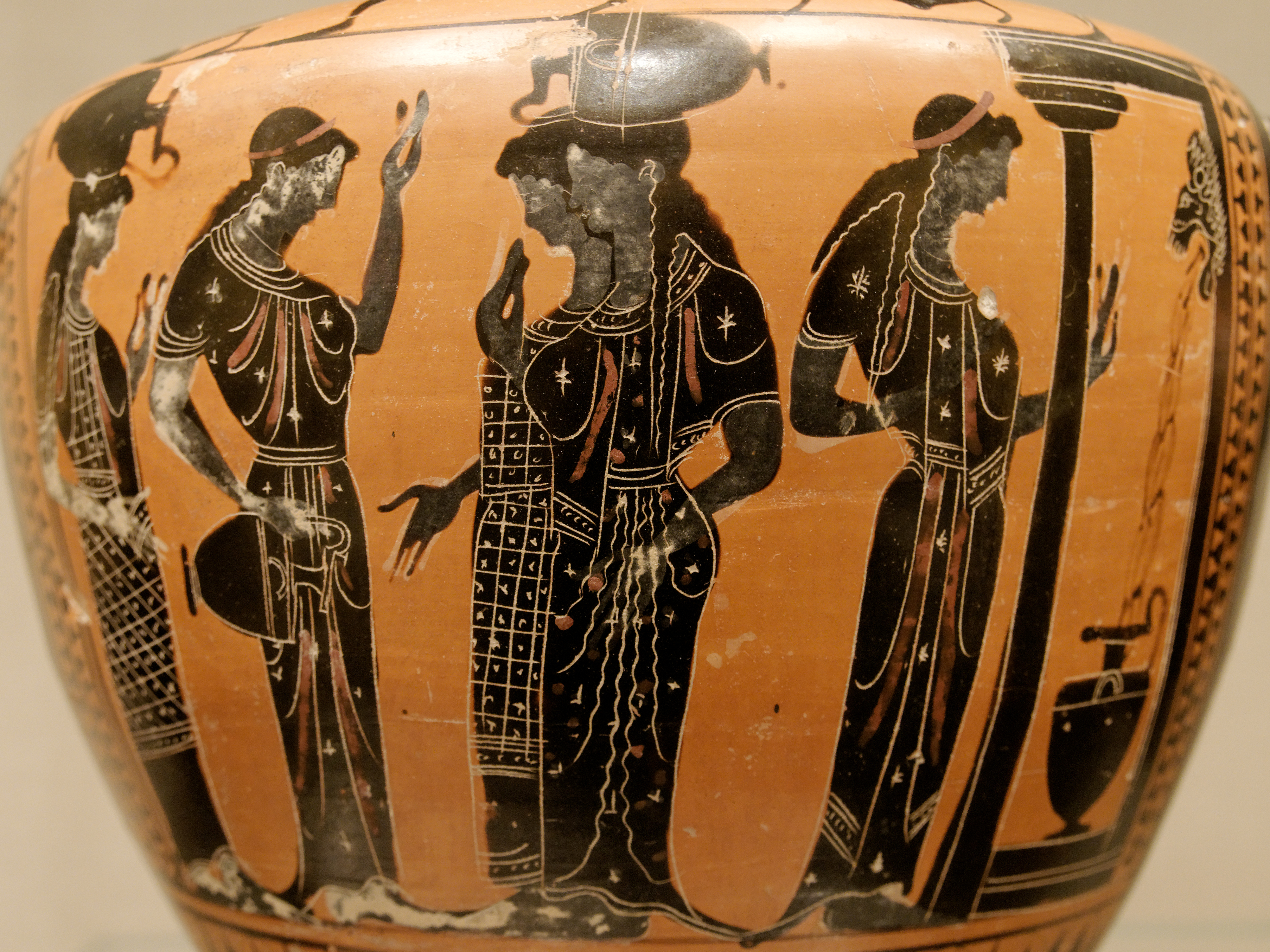
زنان آتن باستانی در حال آوردن آب، روی هیدریا (کوزه آب) سفالی نقاشی شده از حدود. ۵۳۰ یپش از میلاد

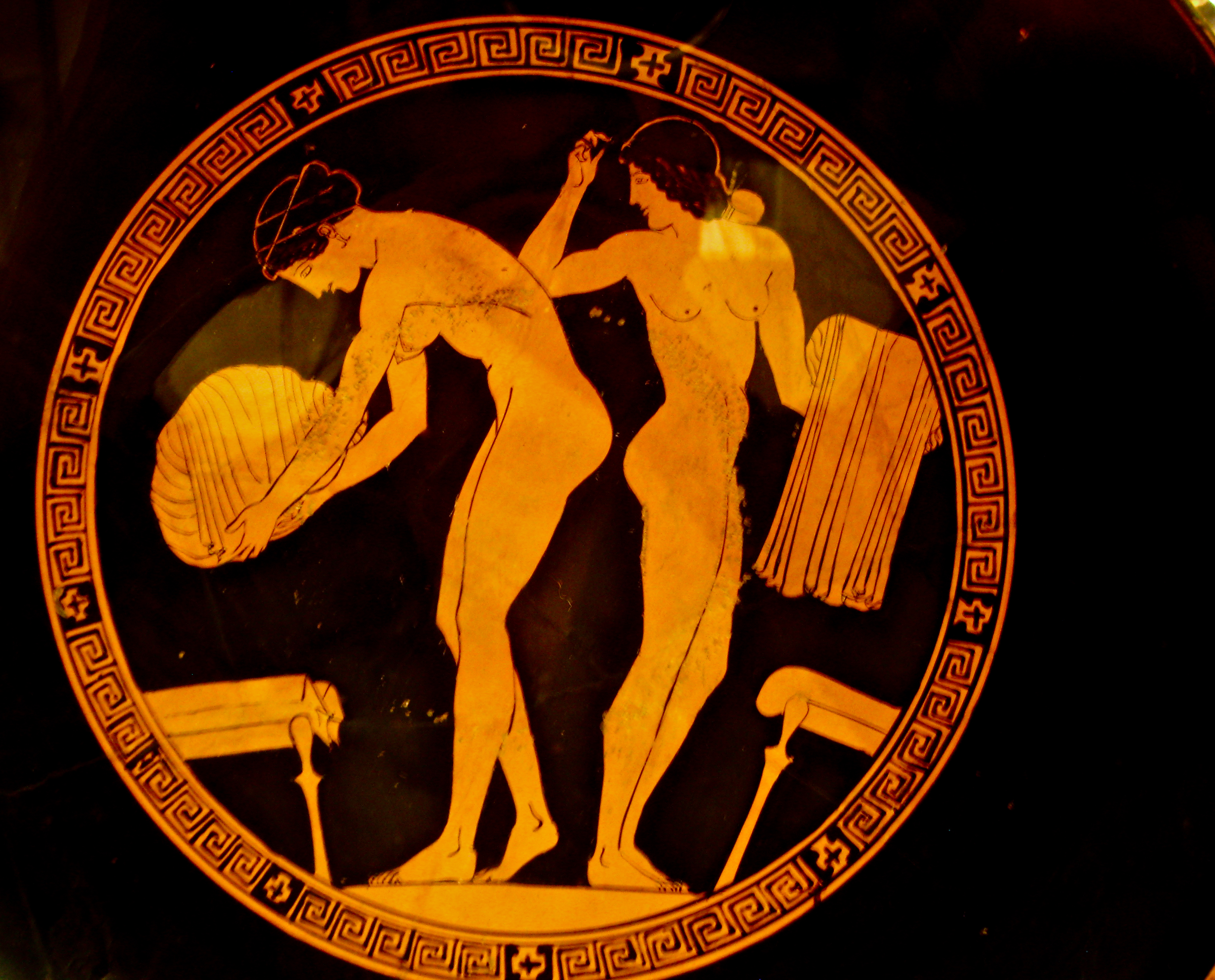
زنان با لباس‌هایشان بر روی تراکوتا کیلیکس (فنجان نوشیدنی)، حدوداً. ۴۷۰ پیش از میلاد، موزه هنر متروپولیتن

### وضعیت اجتماعی، حقوقی و سیاسی
اگرچه اکثر زنان در یونان باستان فاقد حقوق سیاسی و برابر بودند، اما تا عصر باستان از آزادی خاصی برخوردار بودند. همچنین سوابقی از مالکیت زنان در دلفی، گورتین، تسالی، مگارا و اسپارت باستان وجود دارد که معتبرترین شکل مالکیت خصوصی در آن زمان بود. با این حال، پس از عصر باستانی، وضعیت زنان بدتر شد و قوانین مربوط به تفکیک جنسیتی اجرا شد.
زنان در آتن کلاسیک هیچ شخصیت حقوقی نداشتند و تصور می‌شد که بخشی از اویکو (خانوار) به ریاست کیریوس (صاحب) مذکر بودند. در جامعه آتن، اصطلاح حقوقی زن را دامار می‌شناختند، واژه‌ای که از ریشه به معنای «تسلیم کردن» یا «رام کردن» گرفته شده‌است.
زنان تا زمان ازدواج تحت قیمومت پدر یا دیگر خویشاوندان مرد بودند. پس از ازدواج، شوهر تبدیل به کیریوس یک زن شد. در حالی که میانگین سن ازدواج برای مردان حدود ۳۰ سال بود، میانگین سنی برای زنان ۱۴ سال بود. این سیستم به عنوان راهی برای اطمینان از اینکه دختران هنگام ازدواج هنوز باکره هستند، اجرا می‌شد. همچنین این امکان را برای شوهران فراهم می‌کرد تا انتخاب کنند که شوهر بعدی همسرشان قبل از مرگ او چه کسی خواهد بود. از آنجایی که زنان از انجام مراحل قانونی منع شده بودند، کریوها از طرف آنها این کار را انجام می‌دادند.
زنان آتنی حق مالکیت محدودی داشتند و به همین دلیل شهروند کامل به حساب نمی‌آمدند، زیرا شهروندی و استحقاق حقوق مدنی و سیاسی در رابطه با مالکیت و ابزار زندگی تعریف می‌شد. اگر سرپرست خانواری فوت می‌کرد که هیچ وارث مردی برای ارث بردن نداشته باشد، در این صورت یک دختر ممکن بود وارث موقت دارایی شود، که به عنوان اپیکلروس (epikleros) (تقریباً به وارث ترجمه شده‌است) شناخته می‌شود. برای اکثر زنان عادی شد که با یکی از اقوام نزدیک پدرش ازدواج کنند.
با این حال، زنان می‌توانستند از طریق هدایا، مهریه و ارث، حقوقی بر دارایی به دست آورند، اگرچه کیریوس او حق تصرف در اموال زن را داشت. زنان آتنی می‌توانستند قراردادی به ارزش کمتر از یک «مدیمنوس جو» (پیمانه‌ای از دانه) ببندند، که به زنان اجازه می‌داد تا به تجارت خرد بپردازند.
بردگان، مانند زنان، واجد شرایط شهروندی کامل در آتن باستان نبودند، اگرچه در شرایط نادری در صورت آزادی می‌توانستند شهروند شوند. تنها مانع دائمی برای شهروندی و در نتیجه حقوق کامل سیاسی و مدنی در آتن باستان جنسیت بود. هیچ زنی هرگز در آتن باستان تابعیت نداشت و بنابراین زنان در اصل و عمل از دموکراسی آتن باستان حذف شدند.

## جنگ استقلال یونان

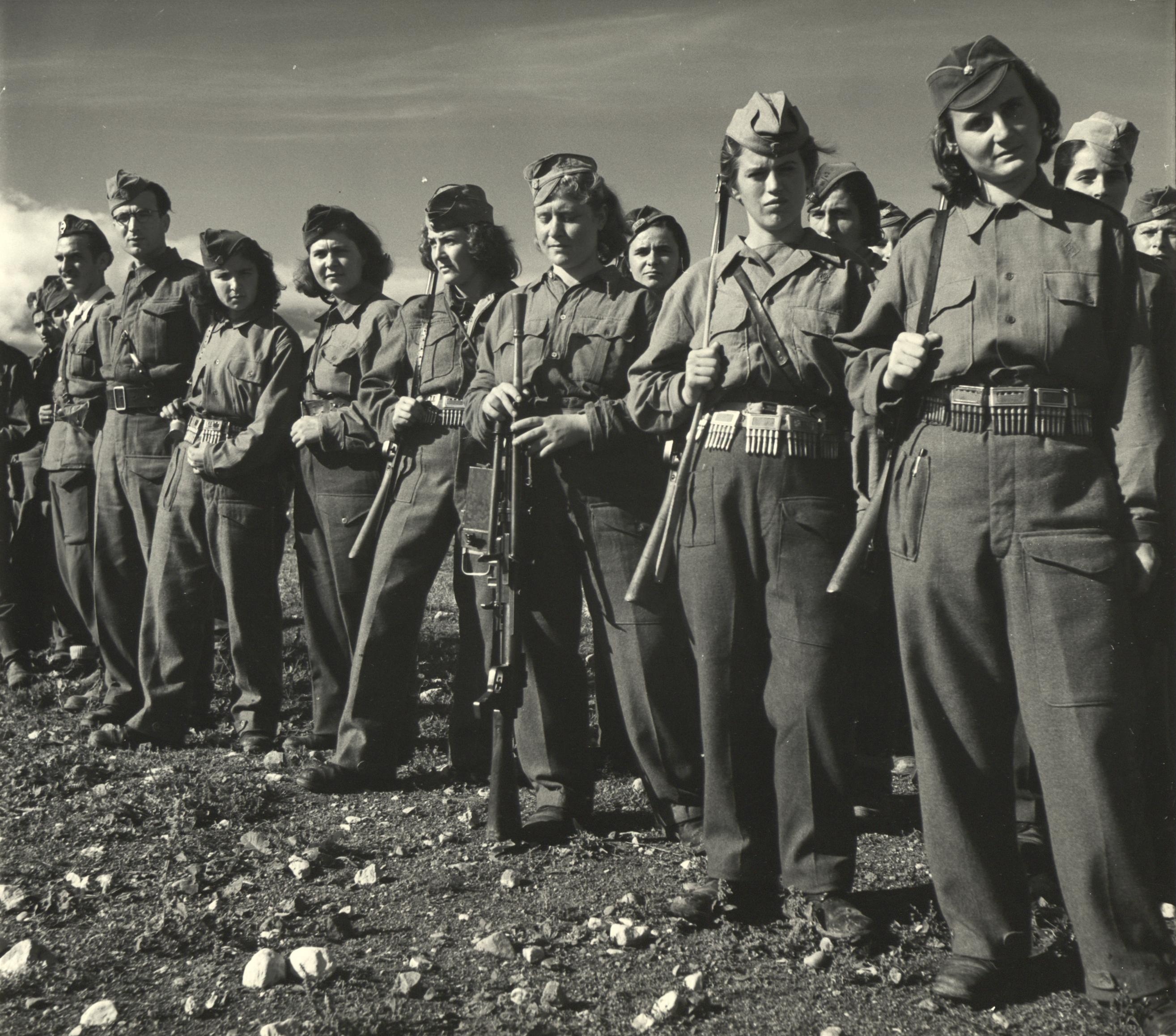
زنان یونانی در جنگ، ارتش آزادی‌بخش خلق یونان

در میان جنگجویان یونانی در جنگ استقلال یونان، زنانی مانند لاسکارینا بوبولینا نیز حضور داشتند. بوبولینا، همچنین به عنوان kapetanissa (کاپیتان / دریاسالار) در سال ۱۸۲۱ پرچم یونان را بر دکل آگاممنون بلند کرد و با هشت کشتی به نافپلیو رفت تا محاصره دریایی را آغاز کند. بعداً در محاصره دریایی و تصرف مونمواسیا و پیلوس نیز شرکت کرد.
مانتو ماوروژنوس از دیگران زنان شناخته شده در جنگ استقلال یونان بود. او که از خانواده ای ثروتمند بود، تمام دارایی خود را برای آرمان یونانی خرج کرد. با تشویق او، دوستان اروپایی اش پول و اسلحه به انقلاب کمک کردند. او در سال ۱۸۲۳ به نافپلیو نقل مکان کرد تا در هسته اصلی مبارزه قرار گیرد و خانواده اش را ترک کرد زیرا حتی توسط مادرش به دلیل انتخاب‌هایش تحقیر شده بود. به زودی، او در سراسر اروپا به دلیل زیبایی و شجاعت خود مشهور شد.

## دوره معاصر
در طول دهه‌های گذشته، موقعیت زنان در جامعه یونان به شدت تغییر کرده‌است. افهاریس پتریدو اولین وکیل زن در یونان بود که در سال ۱۹۲۵ به انجمن وکلای آتن پیوست. در سال ۱۹۵۵، زنان برای اولین بار در یونان اجازه قضاوت یافتند. در سال ۱۳۶۲ قانون خانواده جدیدی به تصویب رسید که بر اساس آن برابری جنسیتی در ازدواج پیش‌بینی شده بود و مهریه لغو شد و حقوق مساوی برای فرزندان در نظر گرفته شد. زنای محصنه نیز در سال ۱۹۸۳ جرم زدایی شد. در سال ۲۰۰۶، یونان قانون ۳۵۰۰/۲۰۰۶ - «برای مبارزه با خشونت خانگی» - که خشونت خانگی، از جمله تجاوز به همسر را جرم می‌دانست، تصویب کرد.
قانون ۳۷۱۹/۱۳۸۷ در ادامه به مسائل خانوادگی از جمله ماده ۱۴ این قانون مدت جدایی (الزام قبل از طلاق در شرایط خاص) را از ۴ سال به ۲ سال کاهش داد. یونان همچنین کنوانسیون شورای اروپا در مورد اقدام علیه قاچاق انسان را در سال ۲۰۱۴ تصویب کرد تا سال ۲۰۱۴، حدود ۲۱٫۰ درصد زنان در پارلمان حضور داشتند.

## کیفیت زندگی
در یونان باستان، زنان آتنی ناتوانی‌های قانونی خود را با پرورش اعتماد مردان جبران می‌کردند. آنها این کار را با نزدیکترین متحدان خود و ایجاد روابط محبت آمیز انجام می‌دهند. در خانه اکثریت زنان تقریباً هیچ قدرتی نداشتند، همیشه به مرد خانواده پاسخ می‌دادند، زنان اغلب تا زمانی که مهمانی تمام شود پنهان می‌شدند. محل سکونت زنان اغلب در طبقات بالای خانه تعیین می‌شد، به ویژه برای دوری از ورودی خیابان و دوری از فضای نیمه عمومی که در آن کیریوس (صاحب) دوستان خود را سرگرم می‌کرد.
زنان همچنین مسئول نگهداری از خانه، آوردن آب از آبنما، کمک به سازماندهی امور مالی و بافتن پارچه و لباس برای خانواده‌هایشان بودند. شروع بافتن یکی از معروف‌ترین منسوجات آتن، یعنی پپلو (ردای) مجسمه مقدس آتنا در آکروپولیس، از سن هفت سالگی به دختران سپرده شد. این پارچه استادانه و بسیار طرح‌دار بود که طراحی آن به‌طور سنتی شامل نبرد بین خدایان و غول‌ها بود. تکمیل آن نه ماه طول کشید و زنان زیادی در ایجاد آن شرکت کردند. زنان و دختران جوان آتنی بیشتر وقت خود را صرف تولید منسوجات از مواد خام می‌کردند که این مواد معمولاً پشم بود.